# Южный (Ики-Бурульский район)
Южный — посёлок в Ики-Бурульском районе Калмыкии, административный центр Чограйского сельского муниципального образования.

## История
Датой основания посёлка считается 27 августа 1966 года, когда Указом Президиума Верховного Совета Калмыцкой АССР вахтовому посёлку строителей Чограйского водохранилища был присвоен статус населённого пункта и присвоено название Южный.
Так, согласно карте РККА 1940 года здесь располагался посёлок "Красный Маныч". После 1950 года на географических картах не отмечался.
Первоначально Южный входил в состав Хомутниковского сельского совета.

## Физико-географическая характеристика
Посёлок расположен на юге Ики-Бурульского района в пределах Ергенинской возвышенности, являющейся частью Восточно-Европейской равнины. Средняя высота над уровнем моря - 33 м. Рельеф местности равнинный. Местность имеет общий уклон с севера на юг, к долине реки Маныч. К юго-западу от посёлка расположена плотина Чограйского водохранилища.
По автомобильной дороге расстояние до столицы Калмыкии города Элиста (центра города) составляет 110 км, до районного центра посёлка Ики-Бурул - 44 км. Ближайший населённый пункт посёлок Манцин Кец расположен в 6 км к юго-востоку от посёлка Южный. К посёлку имеется асфальтированный подъезд от региональной автодороги Элиста - Ики-Бурул - Чолун-Хамур.
Согласно классификации климатов Кёппена-Гейгера посёлок находится в зоне семиаридного климата (индекс Bsk). Посёлок расположен близ границы распространения двух типов почв: к северу от посёлка распространены светлокаштановые почвы различного гранулометрического состава в комплексе с солонцами, к югу солонцы в комплексе со светлокаштановыми суглинистыми почвами.
В посёлке, как и на всей территории Калмыкии, действует московское время.

## Население
В конце 1980-х в посёлке проживало около 900 жителей.
| 2002 | 2010 | 2011 | 2012 | 2013 | 2014 | 2015 |
| ---- | ---- | ---- | ---- | ---- | ---- | ---- |
| 552  | ↗566 | ↘559 | ↘550 | ↘543 | ↘528 | ↘506 |
| 2016 | 2017 | 2018 | 2019 | 2020 | 2021 |      |
| ↗507 | ↗513 | ↘500 | ↘491 | ↘488 | ↘424 |      |

Национальный состав
Согласно результатам переписи 2002 года большинство населения посёлка составляли русские (32 %) и калмыки (30 %)

## Социальная сфера
Поселок имеет всю необходимую инфраструктуру и социально значимые объекты. Функционируют Южненская средняя общеобразовательная школа, детский сад «Колобок», фельдшерско-акушерский пункт, дом культуры, библиотека.
Посёлок электрифицирован, газифицирован, действует система централизованного водоснабжения.

## Экономика
В поселке находятся ФГУ «Эксплуатация Чограйского водохранилища и Кумских гидроузлов», Ики-Бурульский филиал ФГУ «Управление Калммелиоводхоз», «Калмыцкое управление водопроводов». Последнее обеспечивает питьевой водой пп. Южный и Ики-Бурул.